# 卢迈 (唐朝)
卢迈（739年—798年8月11日），字子玄，河南府洛阳县（今河南省洛阳市）遵化乡恭安里人，祖籍范阳郡涿县（今河北省涿州市），中国唐朝官员，唐德宗年间为宰相。

## 家世
卢迈出自范阳卢氏北祖第二房，卢迈的直系数代祖上包括祖父高阳令卢克明和父亲芮城令卢沼都任地方官。卢迈少年时孝友谨厚，深为舅父德宗宰相崔祐甫所亲重。

## 早期仕途
卢迈两经及第后，补官太子正字和蓝田尉。因书判成绩拔萃，授河南主簿，充集贤校理。因朝臣交相推荐，建中初年迁右补阙、侍御史，兴元元年（784年）迁刑部员外郎，以本官兼侍御史随宰相萧复前往江淮巡察，被工部员外郎、判官齐抗推荐，复命后又迁吏部员外郎。贞元初年，时值蝗灾饥荒，卢迈因叔父兄弟姊妹都在长江地区，请求在那里任职，故得授滁州刺史。后回朝任司门郎中，迁右谏议大夫，在任上屡次上表论时政，如曾建议京兆、河南两府对下属县的案情奏章不作重复受理。后任给事中，在被考评以备升职时坚决不肯，称自己担任给事中的时间不长，没有政绩，不敢被考为上等，因而为时人所重。迁尚书右丞。任上，将作监元亘受命摄太尉享德宗亡妻王皇后庙祭时，因献祭日正值父母之一的忌日而拒绝受命，被御史弹劾。尚书省与礼官、法官奉诏集议此事。卢迈指出以元亘的职责他理当以国事为先，不应以家务事相辞。元亘因而获罪被罚俸。
卢迈又为尚书左丞。他所举荐的公异官至祠部员外郎，但于公异和陆贽不和，陆贽为宰相后，上奏罢黜于公异，卢迈也被连累，被夺俸两月。

## 拜相、辞相、过世
贞元九年（793年）五月，卢迈守本官，授同中書門下平章事，和贾耽、陆贽、赵憬一同为实质宰相。一年多后，迁中书侍郎。大政主要由首相陆贽、赵憬裁决，卢迈并不太参与，为人谨慎守法，不出过错，又友爱恭俭。当时宰相多自以为尊崇，不参加三服（《新唐书》《册府元龟》等作五服）以外亲戚的葬礼，但卢迈却亲临再从弟剑南西川判官卢𨑖的葬礼，出东门十余里相送，士君子因而称道他，重其仁亮。
后陆贽被贬，十二年（796年）正月，贾耽和卢迈都请假，延英殿只有赵憬应对德宗问政，但赵憬不久也去世。九月，卢迈在政事堂中风，肩舆回家，上表请辞，德宗不准。贾耽一度在外守丧时，没有宰相值班，德宗不得不派中使去政事堂确认国事都已商议妥当。十三年（797年）七月，德宗诏命宰相去卢迈家问疾，卢迈四五次上表请辞，九月，罢为皇太子李诵的太子宾客。十四年（798年）去世，去世前官爵为朝议大夫守太子宾客上轻车都尉赐紫金鱼袋，赠太子太傅，赙以布帛。谥恭。
卢迈每有功、缌之丧，都着丧服且动情。叔父下邽令休假路过他家，他和叔父诸子平等共处，不顾官位区别。两次结婚，都无子，有人劝他纳妾，他却引崔祐甫的话，称兄弟之子可以为自己奉后，最终以再从弟之子卢纪为嗣。所得禀赐，都赠送给缺钱的姻亲旧交。
卢迈祖父卢克明赠国子祭酒，父卢沼累赠慈州刺史、秘书监。

## 评价
- 《旧唐书》
  - 史臣曰：（刘）滋、（卢）迈家行修谨，临事可称，器虽龌龊，无废为君子矣。（刘滋、卢迈家风修谨，临事时的表现值得称赞，虽然为人拘谨，仍然可为君子。）
  - 赞曰：滋、迈之行，可以饰躬。（刘滋、卢迈的行为，可以修饰自身。）